# Lophocampa albiguttata
Lophocampa albiguttata är en fjärilsart som beskrevs av Jean Baptiste Boisduval 1870. Lophocampa albiguttata ingår i släktet Lophocampa och familjen björnspinnare. Inga underarter finns listade i Catalogue of Life.

## Bildgalleri

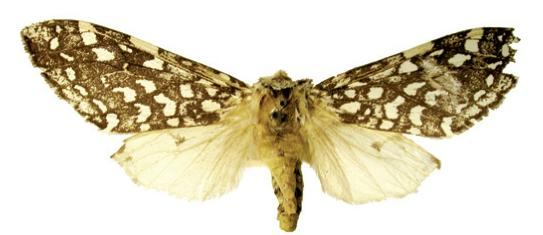